# Saxo Grammaticus
Saxo Grammaticus (Saxon le Grammairien, en latin) (vers 1150 - † vers 1206 ou vers 1220) est un moine, chroniqueur et historien de l'époque médiévale danoise. Il est l'auteur des seize livres d'une histoire des Danois : la Gesta Danorum (la Geste des Danois) considérée comme un véritable chef-d'œuvre de la littérature médiévale et source d'information majeure concernant la mythologie nordique et l'histoire du Danemark.

## Biographie

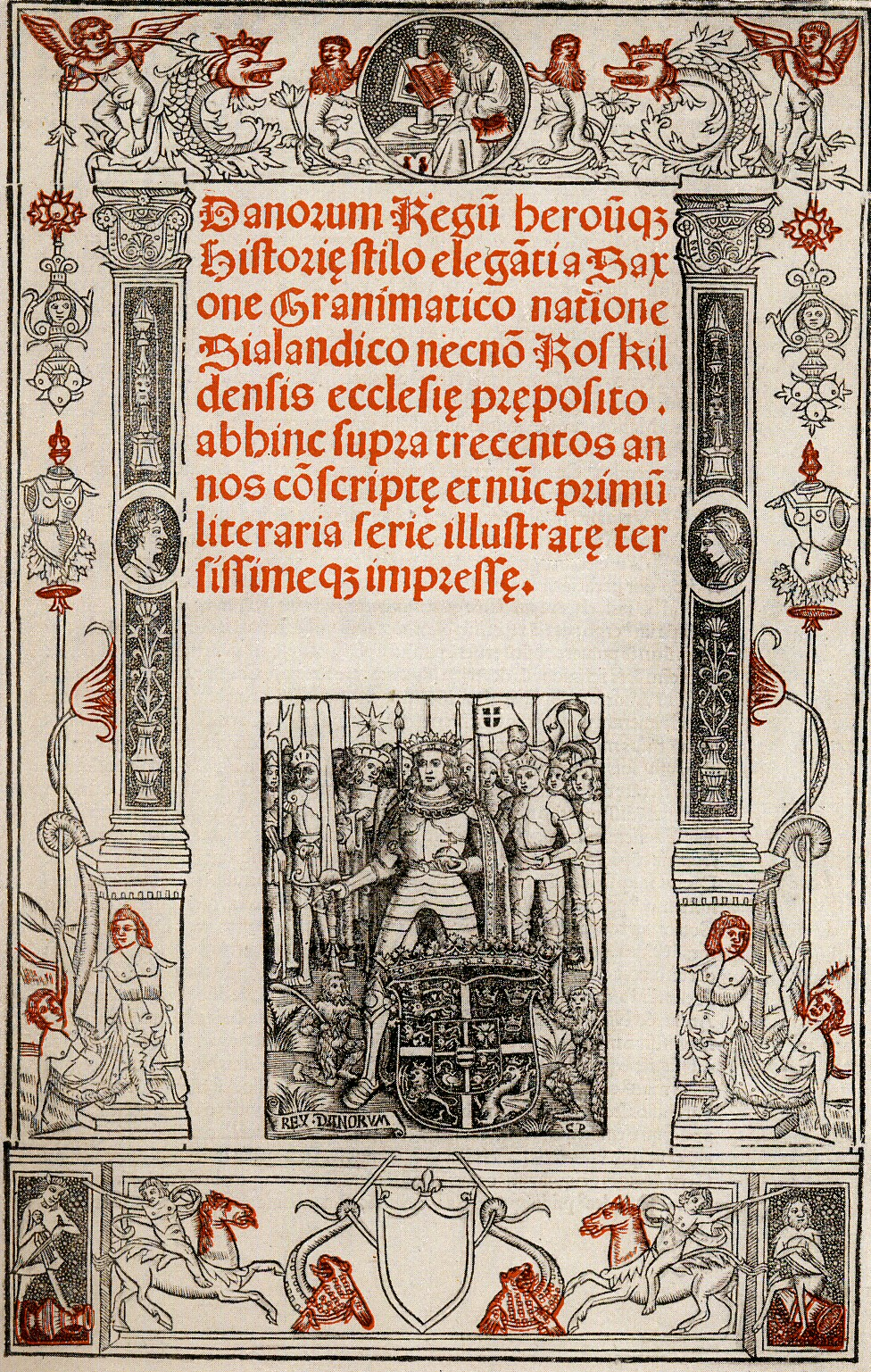
Détail de la Gesta Danorum.

Sa vie est peu connue et nous ne savons ni sa date de naissance, ni celle de sa mort.
Dans la préface de la Gesta Danorum, Saxo écrit que son père et son grand-père servirent tous deux sous les ordres du roi Valdemar en qualité de soldats. Lui-même est entré au service du roi Valdemar II, mais en empruntant la voie spirituelle. C'est ainsi qu'il entra dans les ordres. Les quelques lignes de la préface sont les seules informations que nous détenons de Saxo Grammaticus. On pense qu'il est né en Sélande, du moins ce sont certaines sources tardives qui l'attestent. Il emploie un latin élégant, raffiné, et sa connaissance de la Rome antique présentée dans la Gesta Danorum laisse à penser qu'il a séjourné hors du Danemark, probablement dans de grandes écoles cléricales françaises.
Nous savons qu'il était un « disciple » de l'archevêque Absalon, puissante dignité ecclésiastique de Lund. Il a probablement travaillé dans l'administration de l'archevêque, mais son statut exact reste indéterminé. Il pourrait avoir été son secrétaire. D'après le testament d'Absalon, le clerc Saxo dut rembourser une dette de deux marcs d'argent et demi et rendre deux manuscrits qu'il avait empruntés au monastère de Sorø. Saxo était compagnon de chambre de l'historien danois Svendl Aagesen, qui lui-même rédigea son manuscrit Brevis historia regum Dacie (Brève histoire des rois danois).
Saxo Grammaticus n'est pas son véritable nom. Il reçut le nom de Grammaticus (mot latin qui désigne un enseignant de lettres) dans le « Compendium Saxonis » de la Chronica Jutensis, écrite autour de 1342, afin d'exprimer le plaisir de l'usage des mots. Avec la publication de la première version de la Gesta Danorum de Christiern Pedersen en 1514, le terme Grammaticus resta.
L'unique fois où on trouve le nom de Saxo est dans la Chronica Sialandie (en danois : Ældre Sjællandske Krønike), éditée en 1103. On peut y lire Saxo cognomine Longus, c'est-à-dire approximativement Saxo, dit le long.
L'influence de la Gesta Danorum fut très importante. Les historiens danois l'utilisaient comme source historique pour étudier les événements du XIIe siècle. Aujourd'hui l'œuvre est critiquée, notamment par ses aspects partisans et ses omissions historiques. Les écrits sur la vie aristocratico-militaire du livre ne sont plus considérés actuellement comme des sources historiques fiables, néanmoins l'œuvre reste une référence au plan du style littéraire.
Saxo Grammaticus a inspiré indirectement le Hamlet de Shakespeare (Amlethus), par l’intermédiaire d'une version dramatisée due à l’écrivain français François de Belleforest. Mais Shakespeare ne connaissait vraisemblablement pas la version de Saxo Grammaticus.

## Hommage
- (10462) Saxogrammaticus, astéroïde nommé en son nom.